# Maria Fassnauer
Maria Fassnauer, o Maria Faßnauer, detta Mariedl (Ridanna, 28 febbraio 1879 – Ridanna, 4 dicembre 1917), è stata una circense italiana tirolese considerata da alcuni la donna più alta della sua epoca. Venne per questo soprannominata La gigantessa del Tirolo.

## Biografia

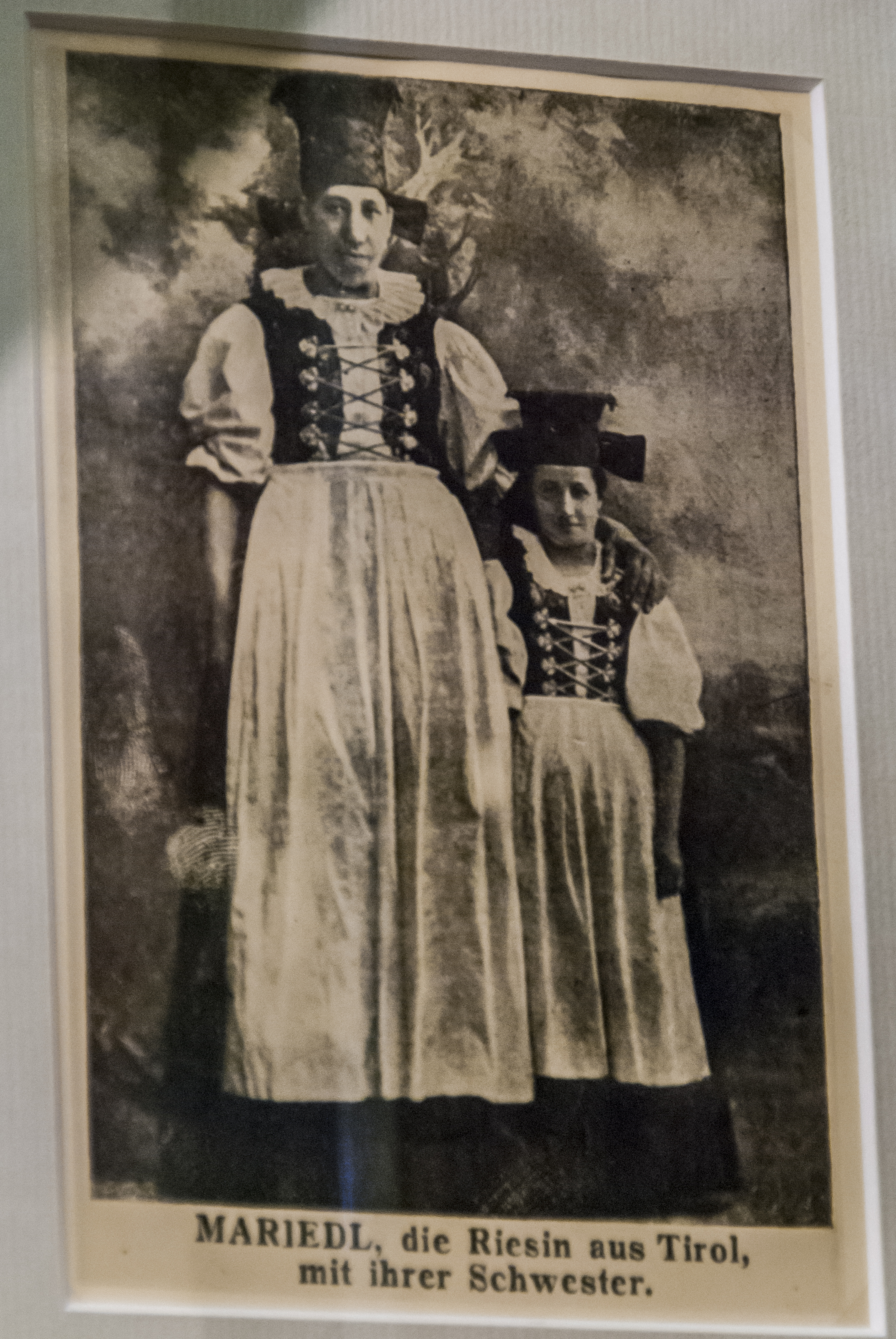
Mariedl la gigantessa del Tirolo, foto nel Prater Museum di Vienna.

Maria Fassnauer nacque da Josef e Theresia Fassnauer a Ridanna, in Val Ridanna nell'odierno Alto Adige allora appartenente all'Impero austro-ungarico, come prima di sei figli nel maso di famiglia, lo Staudnerhof. Mariedl, come venne anche soprannominata, ebbe uno sviluppo normale fino al terzo anno di età, quando cominciò a crescere sempre di più.
Verso l'anno 1900, quando Maria aveva ventun'anni, fu notata da una villeggiante e presa a servizio, assieme a sua sorella Rosa, nella sua casa a Berlino come cameriera e come attrazione da esibire durante i ricevimenti.
Di famiglia molto povera accettò di unirsi ad uno spettacolo itinerante di fenomeni da baraccone per aiutare economicamente la famiglia. Tra il 1906 e il 1913 girò nelle fiere tra Austria, Germania e Inghilterra vestita col costume tradizionale sudtirolese su cui le facevano indossare un alto cappello maschile per accentuare la sua altezza. Qui venne presentata come "la donna più alta d'Europa" o "la gigantessa del Tirolo". Sull'altezza effettiva di Mariedl e sul suo peso vi sono molte stime - oscillanti dai 218 ai 240 cm e tra i 170 e i 200 kg - ma molte delle fonti dell'epoca non sono affidabili perché esagerano volutamente la sua altezza per fini pubblicitari. Le stime più recenti le conferiscono un'altezza di 2,27 m e un peso di 172 kg.
Dopo che alcuni problemi di salute e lo scoppio della prima guerra mondiale resero difficili i viaggi per l'Europa, Maria Fassnauer tornò al suo paese dove trascorse i suoi ultimi anni. Qui morì, nel maso di famiglia, il 4 dicembre del 1917, a 38 anni, per insufficienza cardiaca.